# Sierras de Balcarce

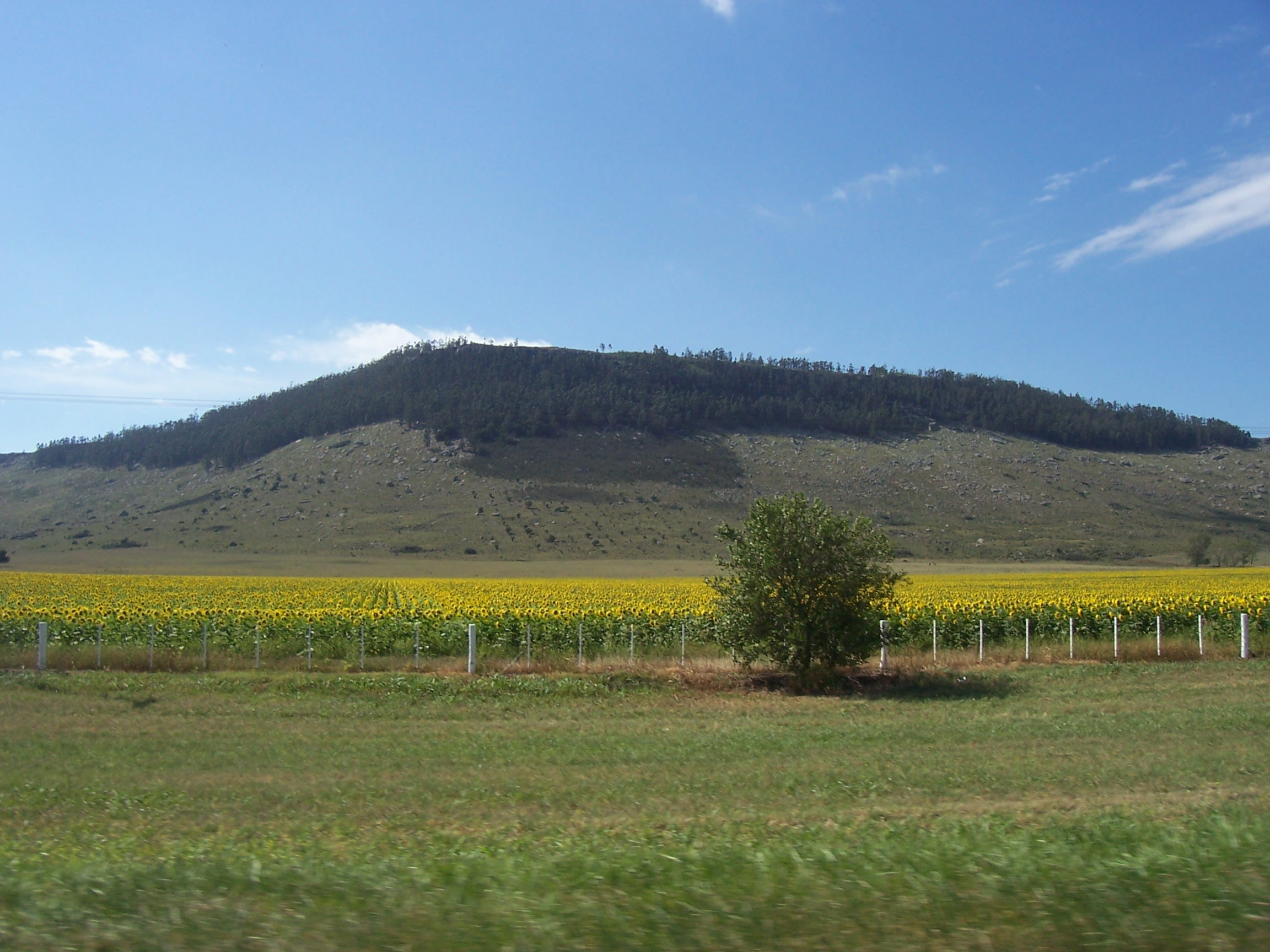
Sierra en proximidades de Balcarce.

Las sierras de Balcarce se encuentran en la provincia de Buenos Aires, Argentina, y forman parte del Sistema de Tandilia.
El relieve presenta afloramientos rocosos y pedemontes conformados por sedimentos loéssicos colinados. Las pendientes disminuyen a medida que se aumenta la distancia a las sierras.
Los suelos son Argiudoles típicos, de características loéssicas con profundidad variable de poca a mediana, existiendo mantos de tosca teniendo como característica un horizonte petrocálcico que se encuentra a menos de 1,5 m de profundidad. Existen, aunque en menor medida y en la zona serrana, suelos líticos de muy poca profundidad con existencia de piedra cercana a la superficie.
Son suelos fértiles y profundos, aunque por zonas se observa un manto de tosca de profundidad variable.
Debido al relieve próximo a las sierras y en suelos con pendientes superiores al 3 % son susceptibles de erosión hídrica, (aunque con el advenimiento de la siembra directa esto se ve disminuido).

## Sierras de Balcarce
En las proximidades de la ciudad de Balcarce, se encuentran los cerros El Triunfo, La Virgen, El Morro, Sierra Larga, Sierra Chata (356 m), Cinco Cerros (321 m), Cerro Amarante (360 m), Sierra La Barrosa (334 m), Sierra La Bachicha (385 m), Cerro Paulino, Sierra El Volcán (350 m), Sierra La Vigilancia (301 m) y el Cerrito Inta, entre otros.

## Sierra La Barrosa
Una sierra que lleva un nombre antiguo es la que se encuentra en la localidad de Balcarce. La sierra se llama Las Barrosas y no La Barrosa como suele denominarse. En las diligencias de mensura de mediados del siglo XIX, ya se conocían de esa manera. Al respecto, la única explicación que hemos hallado parte la tradición oral, y es que el nombre deriva del estado de los vacunos que allí pastaban.
Antaño, la sierra se encontraba en campos de la familia Aguilar y era el lugar adonde se dirigía una tropa de vacunos que, por estar normalmente cubiertos de barro al enlodarse en algunas de las lagunas de sus inmediaciones, o por ser de un color amarronado, recibía de sus dueños esa denominación. Dice esta tradición que el encargado pedía a los peones que “¡Vayan a buscar las barrosas!”. Así, la sierra se transformó en la sierra de Las Barrosas.
Justamente, al pie de dicha sierra se encuentra el famoso autódromo "Juan Manuel Fangio", inaugurado en el año 1972, cuya denominación se debe al célebre quíntuple campeón mundial de Fórmula 1, nacido en esta localidad. Por el momento el trazado de 4592 metros quedó desafectado luego del accidente mortal del piloto de TC, Guido Falaschi, en 2011.

## Mitos sobre Las Barrosas
Una de las leyendas cuenta la historia del Mordisco.
La leyenda cuenta que Balcarce era un lugar inhóspito donde habitaba el Diablo, un lugar donde las flores no crecían y los árboles se degradaban cada vez más con su presencia.
Un día estaba el diablo rondando sus tierras cuando de repente vio a una hermosa joven acercarse y se dirigió hacia ella preguntándole qué hacia tan bella joven en un lugar tan desierto. La joven sin temor le dijo que quería crear vida en ese lugar. Él le ofreció un lugar hermoso lleno de vida si ella venía con él, pero la chica desafiante no quiso acatar sus órdenes y fue ahí donde al ver que ella no le obedecía, enfureció tanto que se tropezó con una roca y mordió la sierra. De ahí la leyenda del mordisco.

Referencias
1. ↑  «Sierras de Balcarce». Archivado desde el original el 29 de enero de 2009. Consultado el 2 de junio de 2009.
2. 1 2  Inta Balcarce. «ZAH III-F Balcarce». Archivado desde el original el 20 de septiembre de 2009. Consultado el 3 de abril de 2009.

- Datos: Q17630211